# NGC 417
NGC 417 je galaksija u zviježđu Kit.

## Vanjske poveznice
- SEDS: NGC 417